# Leuconia
Leuconia é um gênero de esponja marinha da família Baeriidae.

## Espécies
- Leuconia alaskensis de Laubenfels, 1953
- Leuconia balearica (Lakschewitz, 1886)
- Leuconia caespitosa (Haeckel, 1870)
- Leuconia caminus (Haeckel, 1872)
- Leuconia dura (Hozawa, 1929)
- Leuconia johnstoni Carter, 1871
- Leuconia nivea (Grant, 1826)
- Leuconia ochotensis (Miklucho-Maclay, 1870)
- Leuconia platei Breitfuss, 1898
- Leuconia rodriguezi (Lakschewitz, 1886)
- Leuconia usa (de Laubenfels, 1942)